# Aleuroclava complex
Aleuroclava complex là một loài côn trùng cánh nửa trong họ Aleyrodidae, phân họ Aleyrodinae.
Aleuroclava complex được Singh miêu tả khoa học đầu tiên năm 1931.